# 赤车冷水花
赤车冷水花（学名：Pilea pellionioides）是荨麻科冷水花属的植物，是中国的特有植物。分布在中国大陆的云南等地，生长于海拔1,800米至2,800米的地区，一般生长在山谷林下，目前尚未由人工引种栽培。